# Louis Bucquet
Pour les articles homonymes, voir Bucquet.
Louis Bucquet, né à Laval (Mayenne) le 19 juin 1894, et mort le 3 juillet 1931 à Voisins-le-Bretonneux (Seine-et-Oise), est un ingénieur et aviateur français. Il est affecté à l'escadrille des Cigognes pendant la Première Guerre mondiale.

## Biographie
Il est issu d'une famille de médecins dont Jean-Baptiste-Michel Bucquet et Jean-Baptiste-Denis Bucquet. Ingénieur de l'École supérieure aéronautique, il passe son brevet de pilote en avril 1915. Il est affecté comme pilote de chasse à l'escadrille SPA 3 Cigognes du 24 septembre 1915 au 26 février 1917, où il pilote un Nieuport 16, puis un SPAD S.VII. Il est parmi les plus expérimentés comme Georges Guynemer. Il obtient 31 victoires et il abat 3 avions. Il obtient la médaille militaire et la croix de guerre avec palmes.
Il est pilote d'essai dans l'industrie aéronautique après la guerre. Il entre dans le personnel navigant le 27 mai 1926 à la Société anonyme des ateliers d’aviation Louis Breguet à Villacoublay. Il passe son brevet de pilote de transport le 27 mai 1927, puis le brevet de pilote d'hydravion le 22 décembre 1927.
C'est lui qui met au point l'avion Breguet 19 Le Point d'interrogation de Dieudonné Costes et Maurice Bellonte.
Le 3 juillet 1931, Il meurt le 3 juillet 1931 lors du "crash" du prototype du Breguet 390, un trimoteur commercial, près de Voisins-le-Bretonneux. Il est cité à l'ordre de la Nation lors de son décès.

## Distinctions
- Croix de guerre 1914–1918 avec palmes.
- Médaille militaire